# Freestyleskiën op de Olympische Winterspelen 2014 - Aerials mannen
Het onderdeel aerials voor mannen tijdens de Olympische Winterspelen 2014 vond plaats op 17 februari 2014 in het Rosa Choetor Extreme Park in Krasnaja Poljana. Regerend olympisch kampioen was de Wit-Rus Aleksej Grisjin.

## Tijdschema
| Datum       | Lokale tijd | MET   | Ronde        |
| ----------- | ----------- | ----- | ------------ |
| 17 februari | 17:45       | 14:45 | Kwalificatie |
| 17 februari | 21:30       | 18:30 | Finale       |

## Uitslag

### Kwalificatie 1
| #  | Bib | Naam                | Land             | Score  | Opm. |
| -- | --- | ------------------- | ---------------- | ------ | ---- |
| 1  | 9   | Jia Zongyang        | China            | 118.59 | Q    |
| 2  | 6   | David Morris        | Australië        | 118.59 | Q    |
| 3  | 11  | Renato Ulrich       | Zwitserland      | 115.84 | Q    |
| 4  | 2   | Qi Guangpu          | China            | 113.57 | Q    |
| 5  | 7   | Wu Chao             | China            | 110.62 | Q    |
| 6  | 12  | Oleksandr Abramenko | Oekraïne         | 109.50 | Q    |
| 7  | 3   | Anton Koesjnir      | Wit-Rusland      | 107.52 |      |
| 8  | 13  | Dmitri Dasjinski    | Wit-Rusland      | 106.64 |      |
| 9  | 8   | Pavel Krotov        | Rusland          | 106.33 |      |
| 10 | 19  | Ilja Boerov         | Rusland          | 105.88 |      |
| 11 | 14  | Mac Bohonnon        | Verenigde Staten | 104.79 |      |
| 12 | 26  | Mykola Poezderko    | Oekraïne         | 98.41  |      |
| 13 | 18  | Thomas Lambert      | Zwitserland      | 96.83  |      |
| 14 | 22  | Mischa Gasser       | Zwitserland      | 96.52  |      |
| 15 | 25  | Timofej Slivets     | Rusland          | 87.33  |      |
| 16 | 27  | Sergej Berestovski  | Kazachstan       | 82.84  |      |
| 17 | 23  | Denis Osipau        | Wit-Rusland      | 81.86  |      |
| 18 | 1   | Liu Zhongqing       | China            | 80.09  |      |
| 19 | 5   | Travis Gerrits      | Canada           | 76.92  |      |
| 20 | 4   | Aleksej Grisjin     | Wit-Rusland      | 76.82  |      |
| 21 | 28  | Baglan Inkarbek     | Kazachstan       | 60.16  |      |

### Kwalificatie 2
| #  | Bib | Naam               | Land             | Score  | Opm. |
| -- | --- | ------------------ | ---------------- | ------ | ---- |
| 1  | 13  | Dmitri Dasjinski   | Wit-Rusland      | 117.19 | Q    |
| 2  | 3   | Anton Koesjnir     | Wit-Rusland      | 115.38 | Q    |
| 3  | 8   | Pavel Krotov       | Rusland          | 115.05 | Q    |
| 4  | 5   | Travis Gerrits     | Canada           | 112.39 | Q    |
| 5  | 23  | Denis Osipau       | Wit-Rusland      | 111.05 | Q    |
| 6  | 14  | Mac Bohonnon       | Verenigde Staten | 110.18 | Q    |
| 7  | 25  | Timofej Slivets    | Rusland          | 108.41 |      |
| 8  | 18  | Thomas Lambert     | Zwitserland      | 89.38  |      |
| 9  | 4   | Aleksej Grisjin    | Wit-Rusland      | 88.94  |      |
| 10 | 19  | Ilja Boerov        | Rusland          | 86.73  |      |
| 11 | 27  | Sergej Berestovski | Kazachstan       | 85.30  |      |
| 12 | 22  | Mischa Gasser      | Zwitserland      | 83.91  |      |
| 13 | 28  | Baglan Inkarbek    | Kazachstan       | 79.31  |      |
| 14 | 26  | Mykola Poezderko   | Oekraïne         | 77.88  |      |
| 15 | 1   | Liu Zhongqing      | China            | 77.83  |      |

### Finale
| Goud   | 3  | Anton Koesjnir      | Wit-Rusland      | 119.03 | 2  | 115.84        | 3             | 134.50        | 1             |               |               |
| Zilver | 6  | David Morris        | Australië        | 101.87 | 8  | 115.05        | 4             | 110.41        | 2             |               |               |
| Brons  | 9  | Jia Zongyang        | China            | 110.41 | 4  | 117.70        | 1             | 95.06         | 3             |               |               |
| 4      | 2  | Qi Guangpu          | China            | 121.24 | 1  | 116.74        | 2             | 90.00         | 4             |               |               |
| 5      | 14 | Mac Bohonnon        | Verenigde Staten | 105.21 | 7  | 113.72        | 5             | Uitgeschakeld | Uitgeschakeld | Uitgeschakeld | Uitgeschakeld |
| 6      | 12 | Oleksandr Abramenko | Oekraïne         | 119.03 | 3  | 113.12        | 6             | Uitgeschakeld | Uitgeschakeld | Uitgeschakeld | Uitgeschakeld |
| 7      | 5  | Travis Gerrits      | Canada           | 107.29 | 6  | 111.95        | 7             | Uitgeschakeld | Uitgeschakeld | Uitgeschakeld | Uitgeschakeld |
| 8      | 13 | Dmitri Dasjinski    | Wit-Rusland      | 108.41 | 5  | 100.45        | 8             | Uitgeschakeld | Uitgeschakeld | Uitgeschakeld | Uitgeschakeld |
| 9      | 23 | Denis Osipau        | Wit-Rusland      | 99.36  | 9  | Uitgeschakeld | Uitgeschakeld | Uitgeschakeld | Uitgeschakeld |               |               |
| 10     | 8  | Pavel Krotov        | Rusland          | 96.46  | 10 | Uitgeschakeld | Uitgeschakeld | Uitgeschakeld | Uitgeschakeld |               |               |
| 11     | 7  | Wu Chao             | China            | 82.30  | 11 | Uitgeschakeld | Uitgeschakeld | Uitgeschakeld | Uitgeschakeld |               |               |
| 12     | 11 | Renato Ulrich       | Zwitserland      | 80.53  | 12 | Uitgeschakeld | Uitgeschakeld | Uitgeschakeld | Uitgeschakeld |               |               |